# 아사쿠라촌 (후쿠시마현)
아사쿠라촌(朝倉村)은 후쿠시마현 야마군에 있던 촌이다. 현재의 기타카타시의 일부에 해당한다.

## 역사
- 1889년 4월 1일 - 정촌제 시행에 의해 아사쿠라촌이 단독으로 자치체를 형성하였다.
- 1954년 3월 31일 - 야마토정, 아이카와촌, 이치노키촌, 와세다니촌과 합병해 새로운 야마토정이 성립하였고, 아쓰시오촌, 가노촌과 합병해 아쓰시오카노촌이 성립하였다.

## 참고문헌
- 角川日本地名大辞典 7 福島県